# Elk Grove
Elk Grove je město v okresu Sacramento County ve státě Kalifornie ve Spojených státech amerických. Nachází se několik kilometrů jižně od kalifornského hlavního města Sacramenta. V Sacramento County jde o druhé největší město po Sacramentu samotném. 
K roku 2020 zde žilo 176 124 obyvatel. S celkovou rozlohou 109 km² byla hustota zalidnění 1 618 obyvatel na km². Město je typické mimo jiné pro řadu obchodů s vínem, které se na území města nacházejí.  
Elk Grove bylo založeno v roce 1850 jako zastávka na cestě mezi Sacramentem a San Franciscem. V 80. letech 20. století zažilo město rozmach poté, co se díky rozšiřující se zástavbě fakticky stalo předměstím Sacramenta. V roce 2000 se Elk Grove stalo oficiálně městem (v angličtině city), přičemž v letech 2004 až 2005 bylo město nejrychleji rostoucím městem ve Spojených státech amerických. Město se nachází ve středozemním podnebí. 